# Kazarînske, Domanivka
Kazarînske (în ucraineană Казаринське) este un sat în așezarea urbană Domanivka din regiunea Mîkolaiiv, Ucraina.

## Demografie
Componența lingvistică a localității Kazarînske
     Ucraineană (90,91%)
     Rusă (9,09%)
Conform recensământului din 2001, majoritatea populației localității Kazarînske era vorbitoare de ucraineană (90,91%), existând în minoritate și vorbitori de rusă (9,09%).